# Antay János
Antay János (Budapest, 1897– ?) magyar nemzetközi labdarúgó-játékvezető, a székesfővárosi adóhivatal tanácsosa, a Sporthírlap külső munkatársa. Más források szerint Antalics János.

## Pályafutása

### Labdarúgóként
A Budapesti SE (BSE) tagja. Korának kihívásainak megfelelően az evezős és a vívósportokban is eredményesen szerepelt.

### Labdarúgó-játékvezetőként

#### Nemzeti játékvezetés
Sportvezetőinek javaslatára 1922-től lett az NB I játékvezetője. A nemzeti bajnokság profi kategóriájában tevékenykedett.

### Sportvezetőként
1917-1919 között a BSE intézője, majd választmányi tagja. A Bírák Testületének tagja, az Országos oktató és Vizsgáztató Bizottságának elnöke. Az MLSZ országos tanácstagja, számvizsgáló.